# BMW Art car
Pour les articles homonymes, voir BMW (homonymie) et Art car.
BMW Art Car est une série composée de vingt voitures art car  du constructeur automobile allemand BMW.  Cette collection a pour thème d'associer la compétition automobile, le design et l'art. Initiée en 1975 jusqu'à ce jour, les voitures sont peintes par de nombreux artistes d'art contemporain, et ce aussi bien pour le pilote de course automobile français Hervé Poulain que pour la marque BMW.

## Historique
Hervé Poulain (né en 1940) commence sa carrière de pilote de course automobile d'endurance en 1975 (il participe entre autres onze fois aux 24 Heures du Mans).

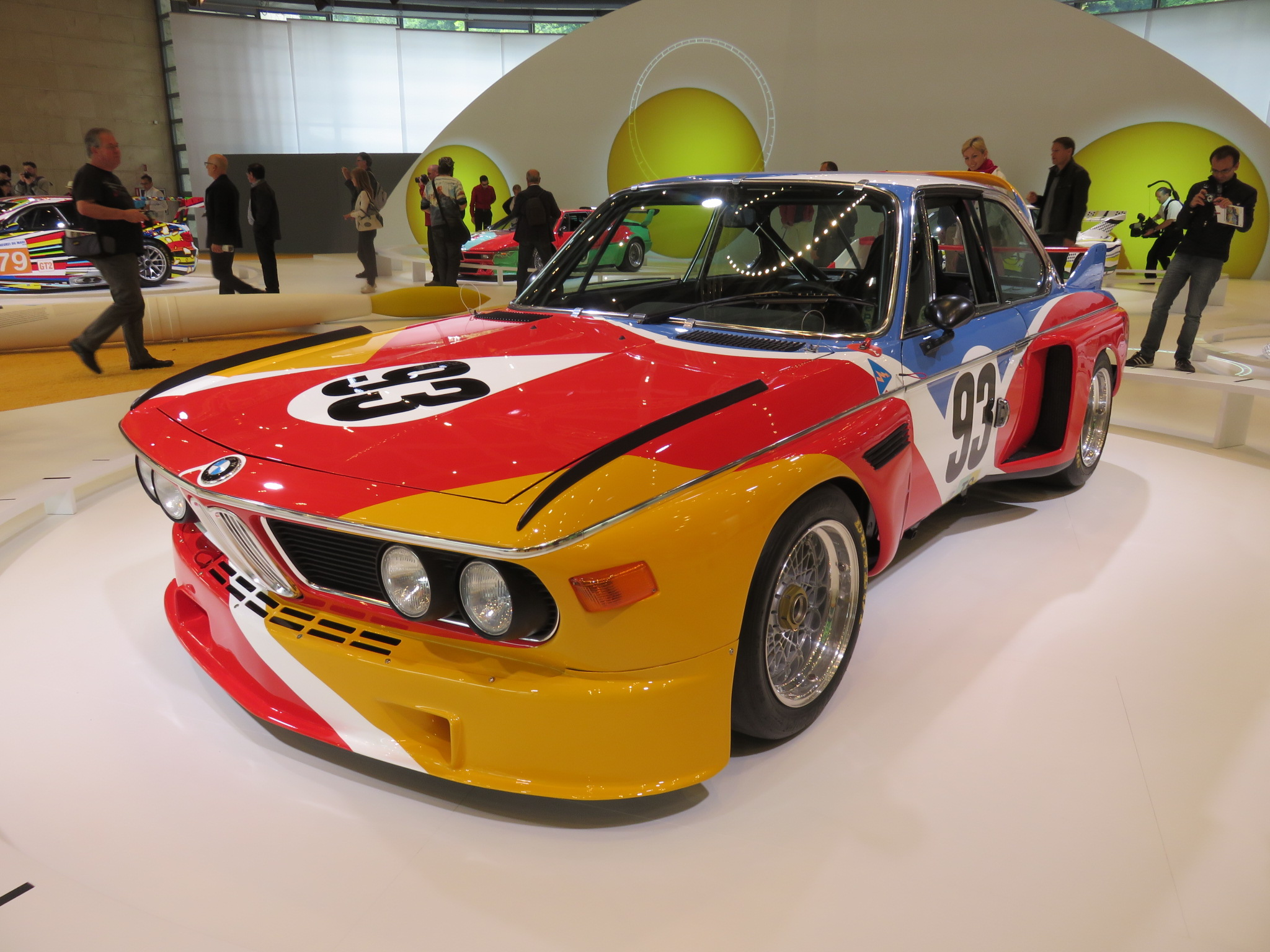
Alexander Calder, BMW 3.0 CSL, des 24 Heures du Mans 1975.
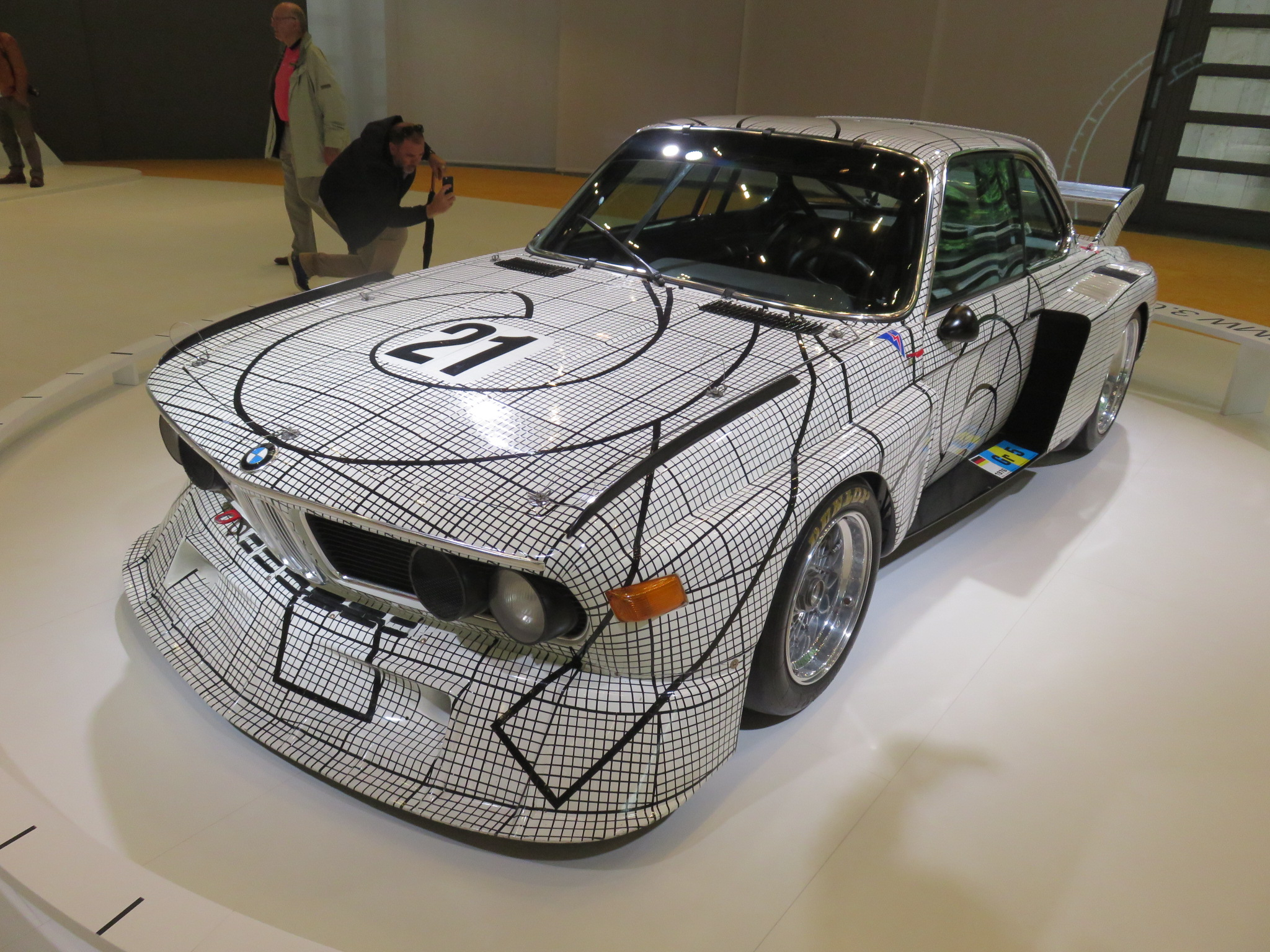
Frank Stella, BMW 3.0 CSL, des 24 Heures du Mans 1976.
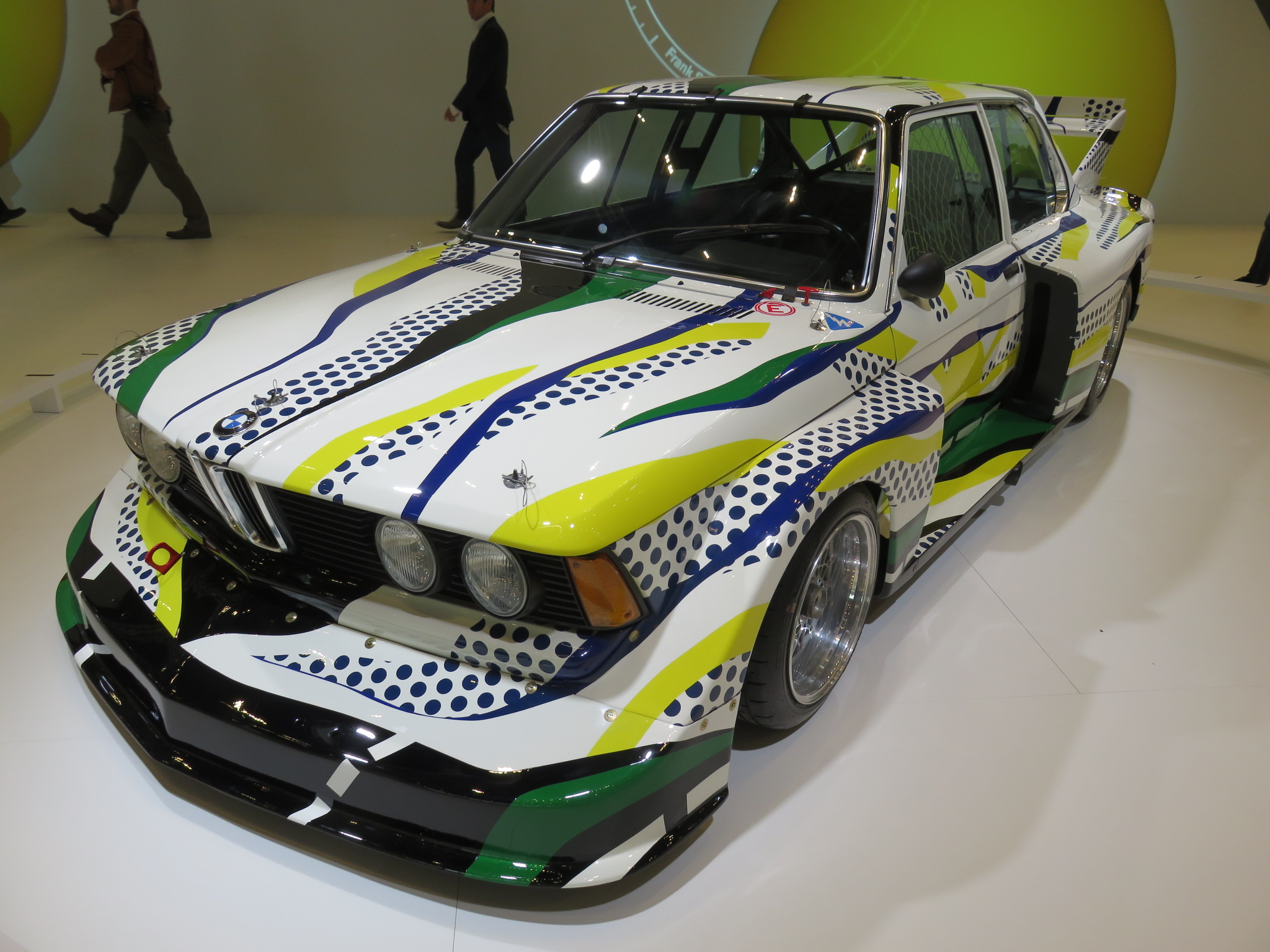
Roy Lichtenstein, BMW 320i, des 24 Heures du Mans 1977.

À la fois passionné par la vitesse automobile, le design, et l'art, il initie avec BMW cette série d’œuvres d'art catégorie « art car », en demandant à son ami artiste peintre américain Alexander Calder de repeindre sa première BMW, une BMW 3.0 CSL avec laquelle il est classé 44e des 24 Heures du Mans 1975.

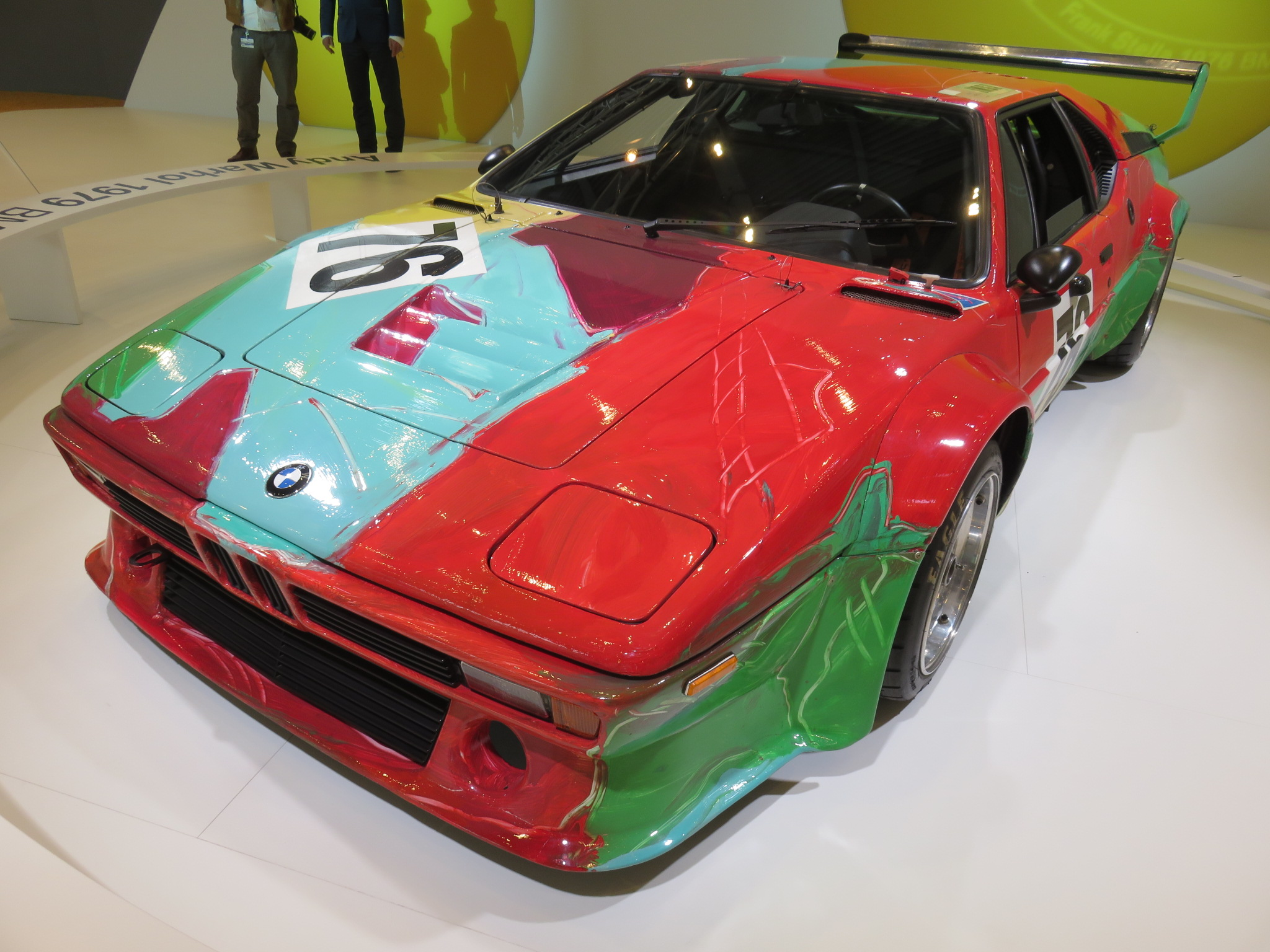
Andy Warhol, BMW M1 Groupe 4, des 24 Heures du Mans 1979.
Robert Rauschenberg, BMW 635 CSi (1986).
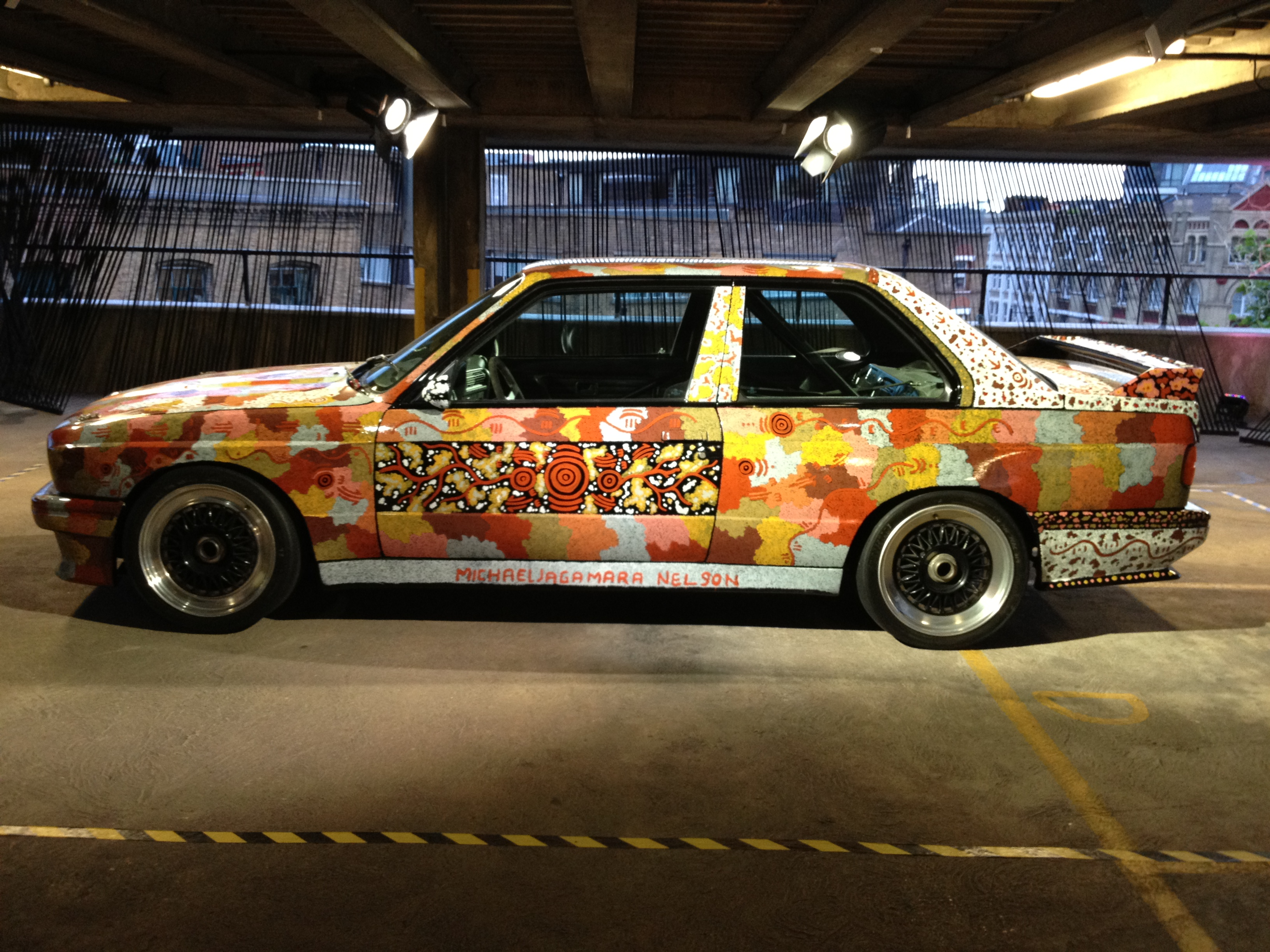
Michael Nelson Tjakamarra (en), BMW M3 (1989).

La collection s'enrichit régulièrement au fil du temps avec de nouvelles voitures repeintes par de nombreux artistes de renomd d'art contemporain, pop art, art abstrait, art conceptuel, minimalisme..., dont David Hockney, Jenny Holzer, Roy Lichtenstein, Robert Rauschenberg, Frank Stella, Andy Warhol...

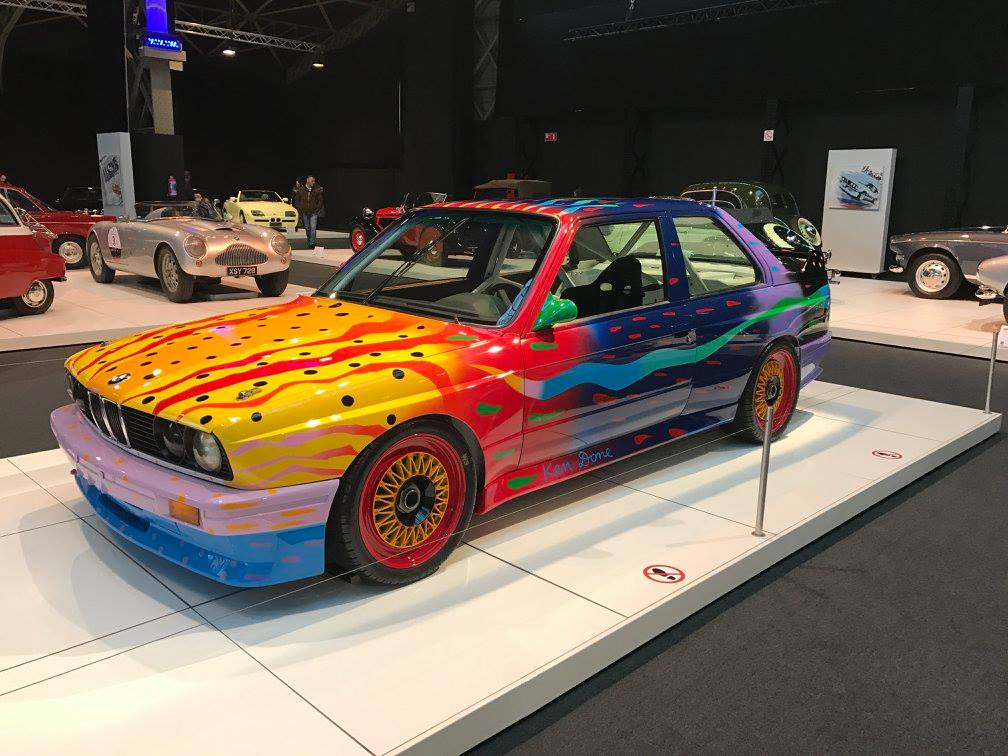
Ken Done, BMW M3 Group A (1989).
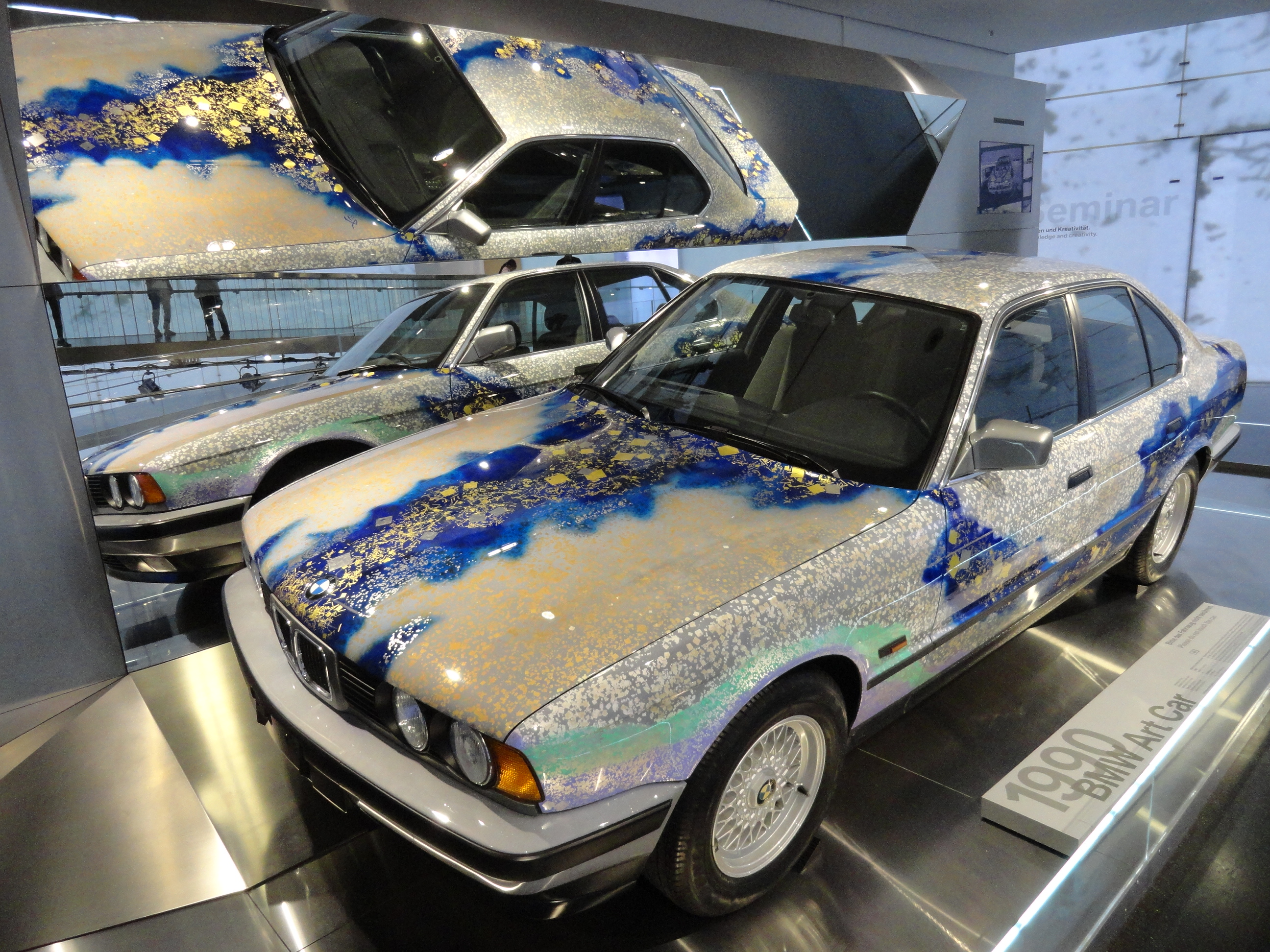
Kayama Matazo, BMW 535i (1990).
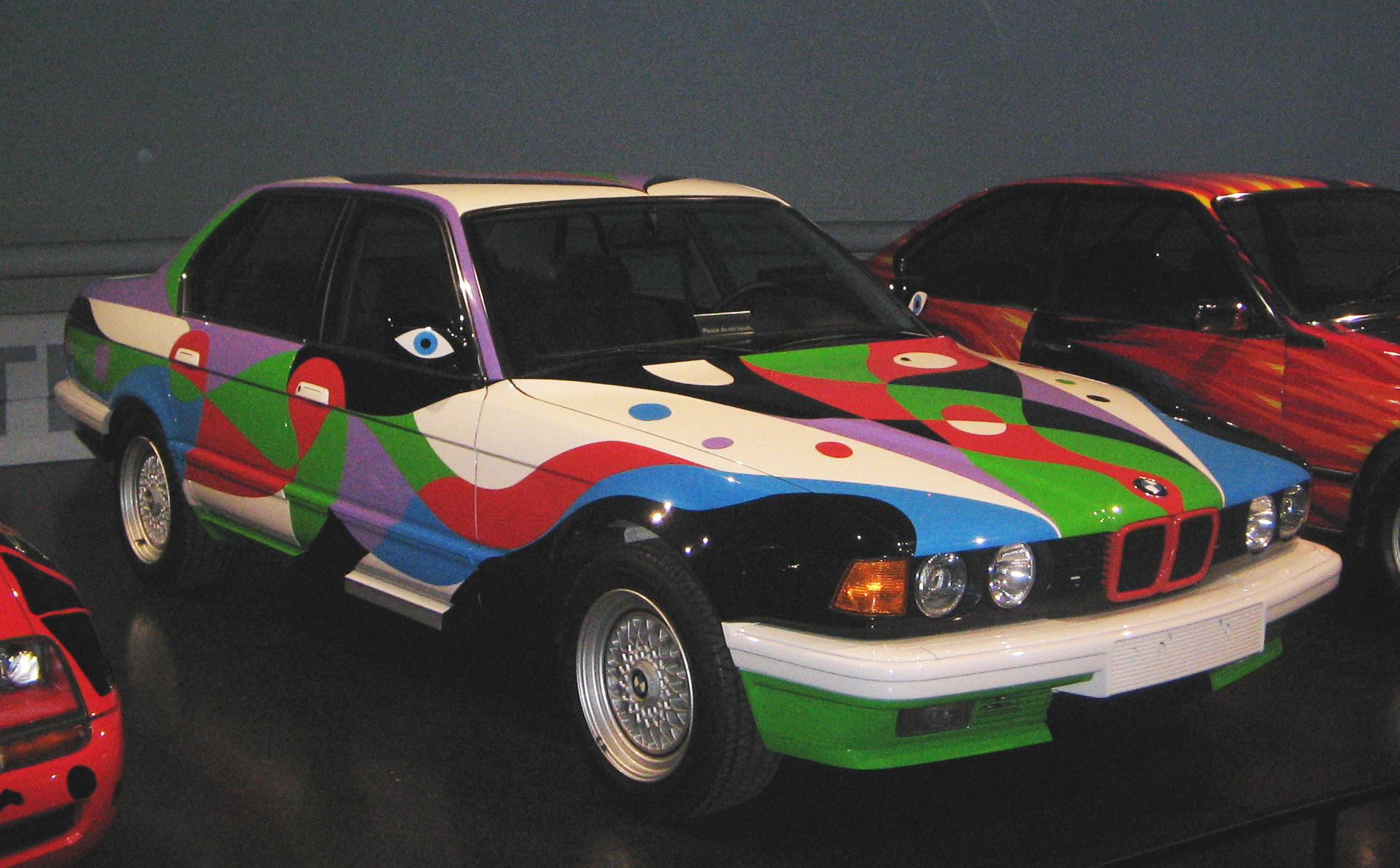
César Manrique, BMW 730i (1990).
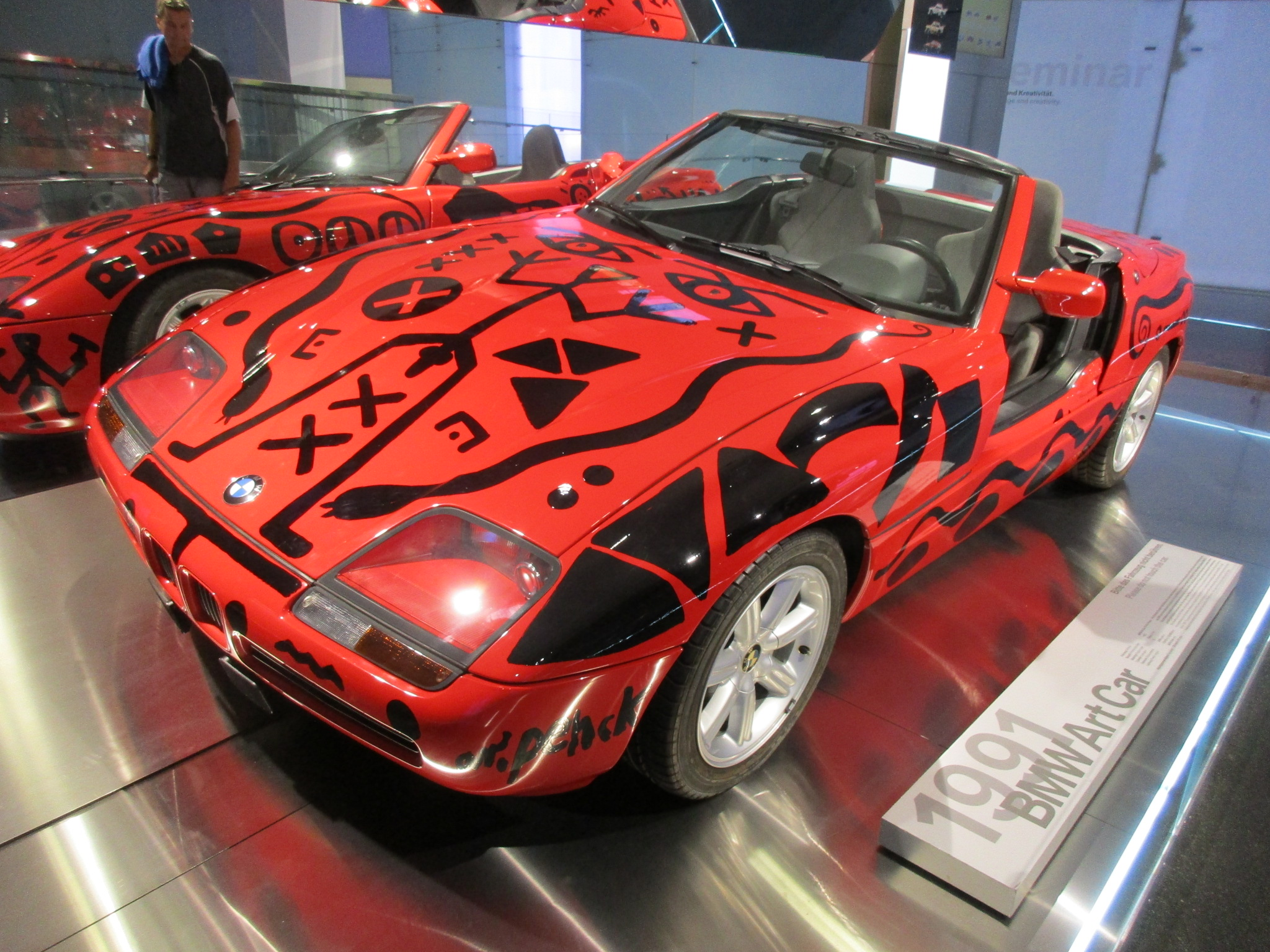
A. R. Penck, BMW Z1 (1991).
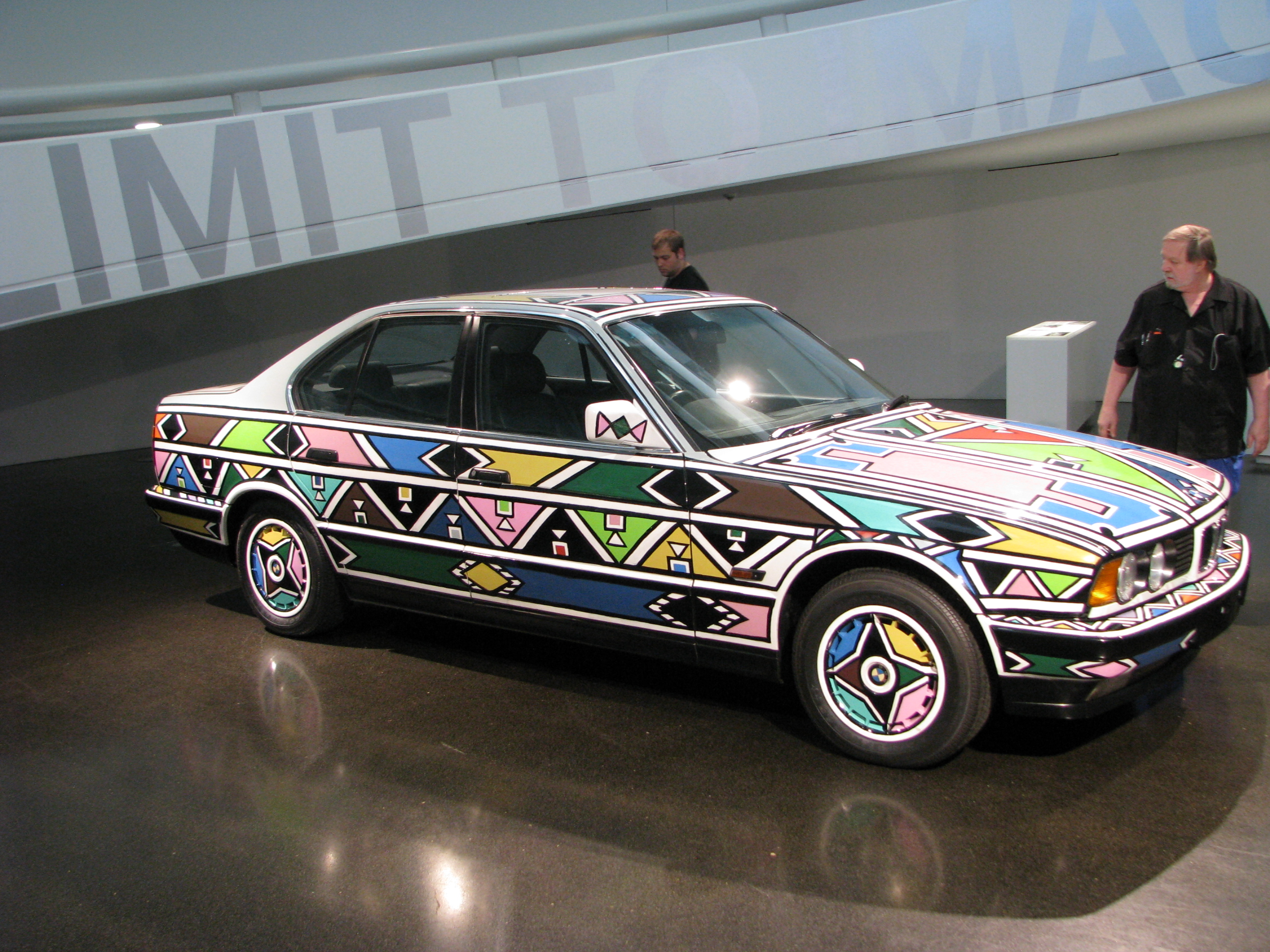
Esther Mahlangu, BMW 525i (1991).
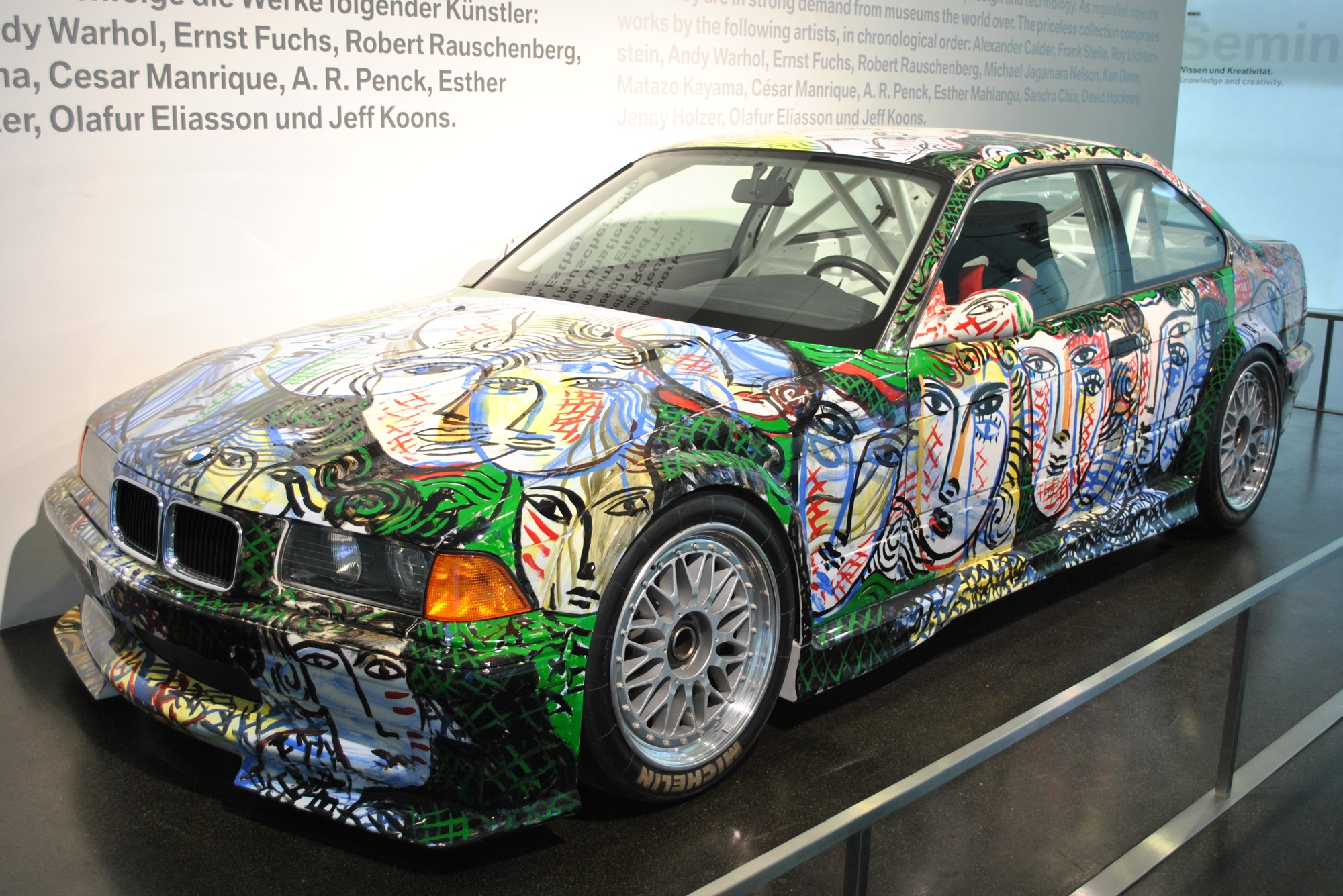
Sandro Chia, BMW M3 GTR (1992).
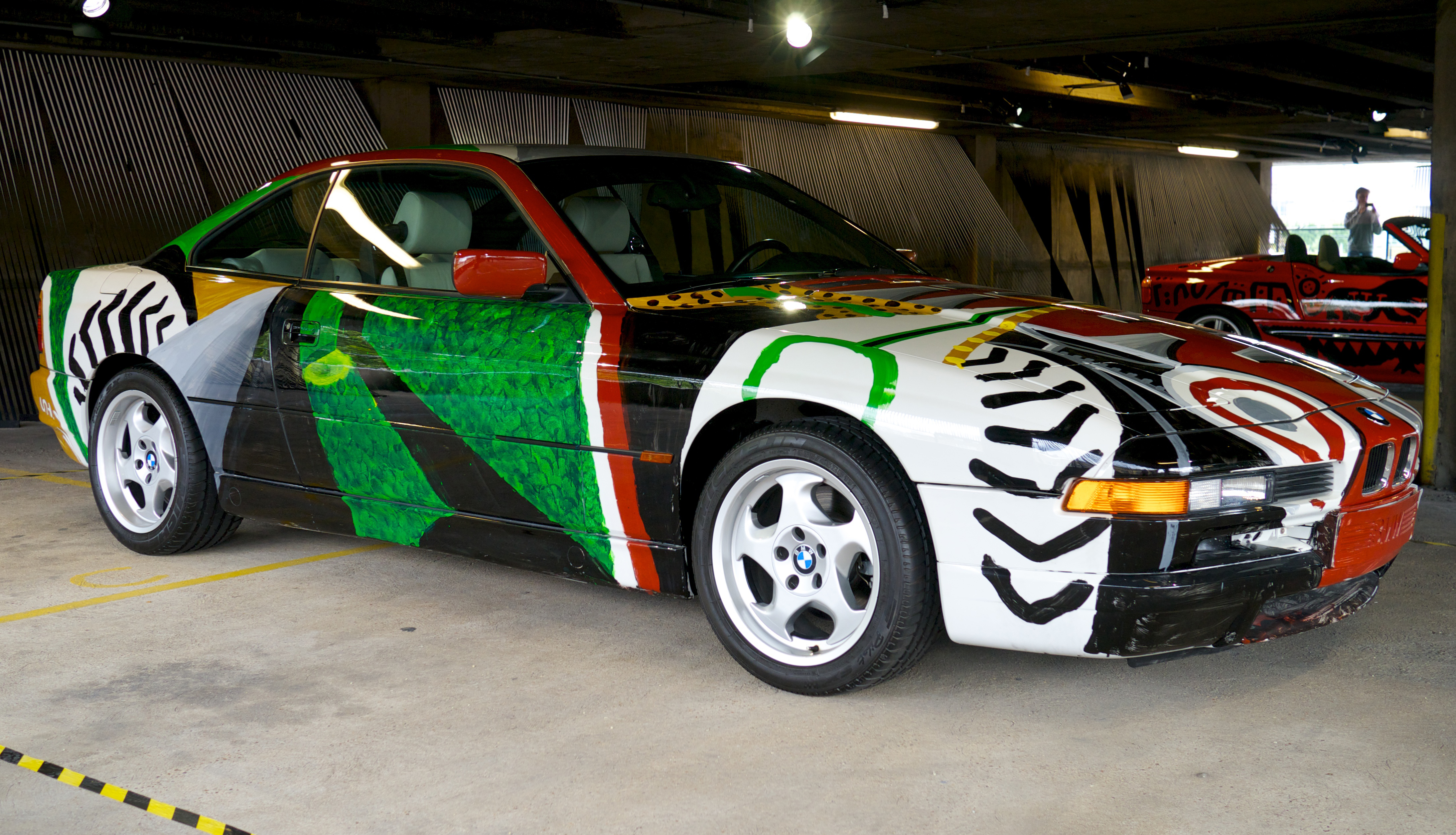
David Hockney, BMW 850 CSi (1995).
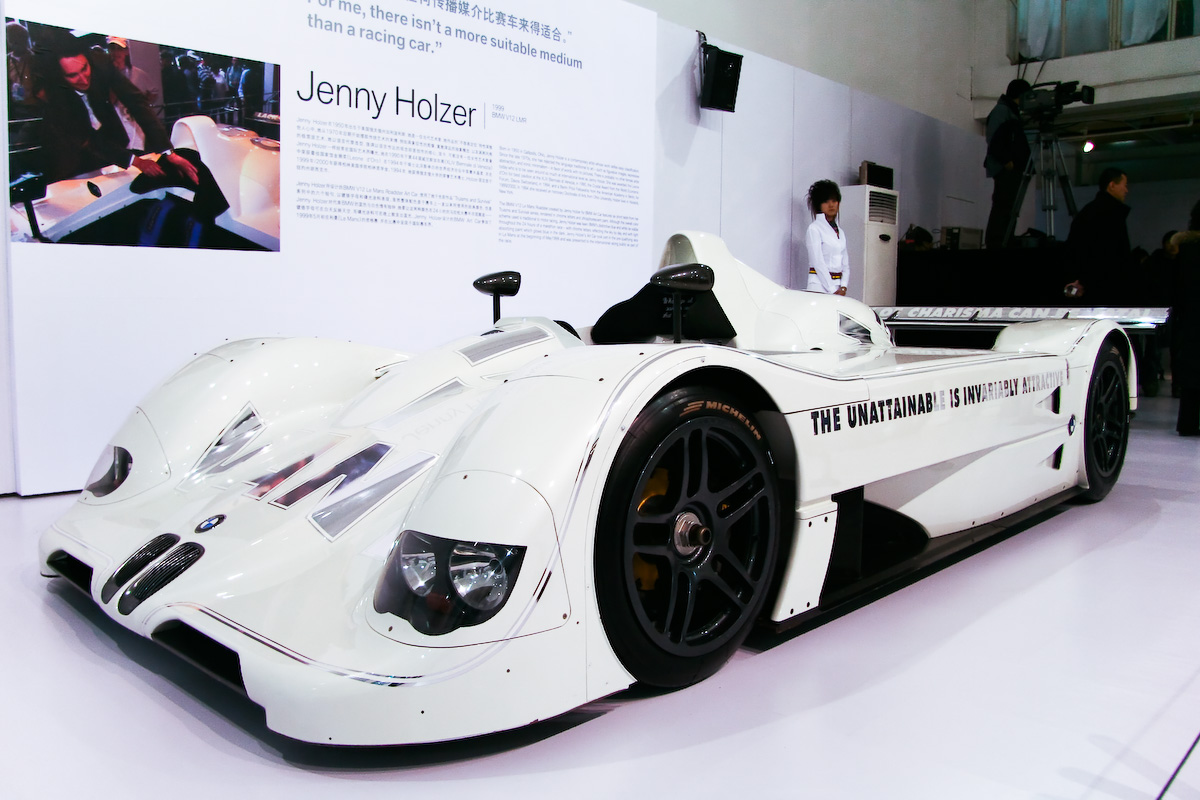
Jenny Holzer, BMW V12 LMR, des 24 Heures du Mans 1999
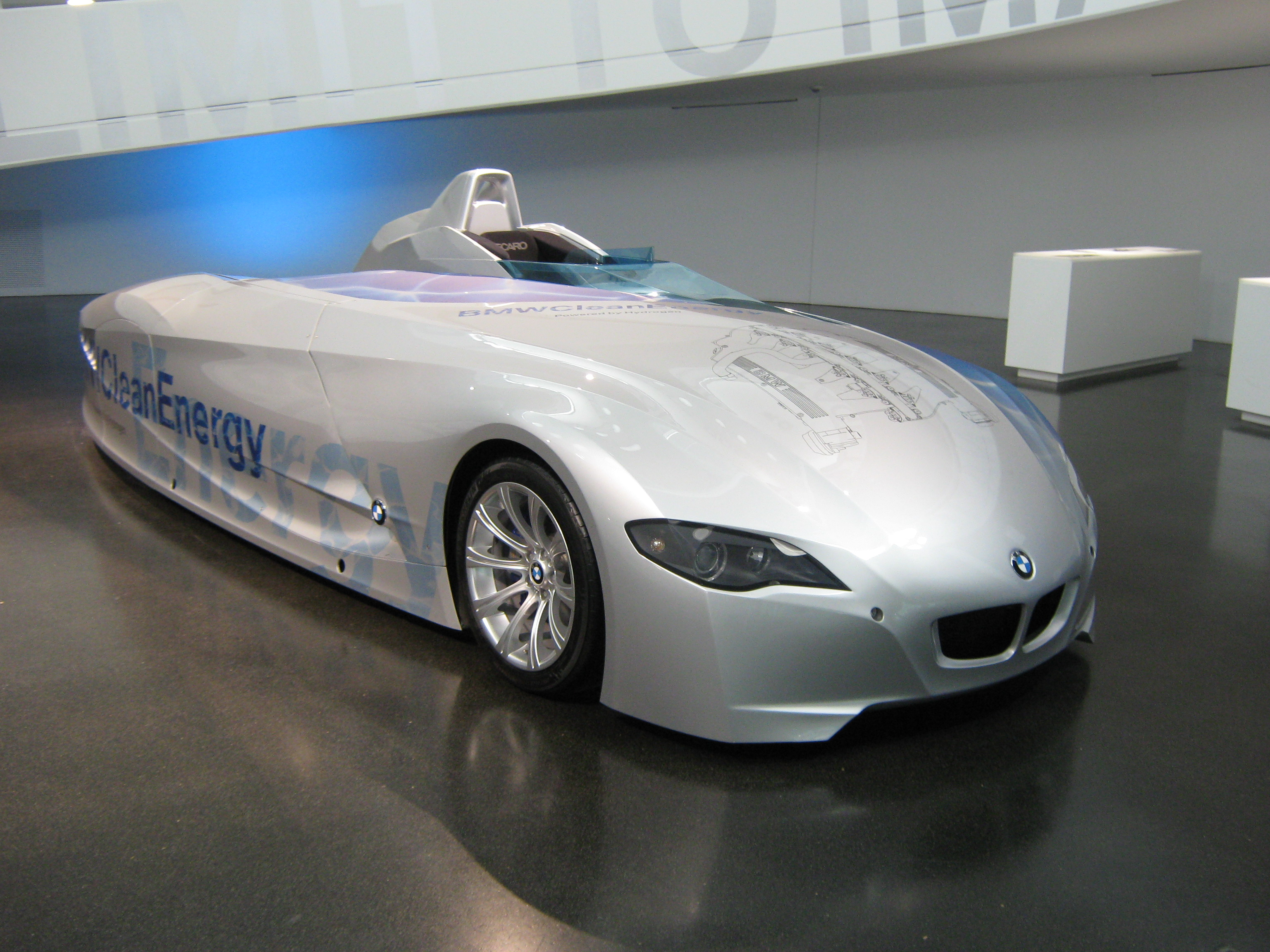
Olafur Eliasson, BMW H2R (2007).

Hervé Poulain poursuit sa carrière comme commissaire-priseur d'art. En 2004, ce projet est géré pour BMW, par le directeur culturel Thomas Girst. Les artistes pour le projet de voitures BMW Art sont choisis par un panel de juges internationaux.

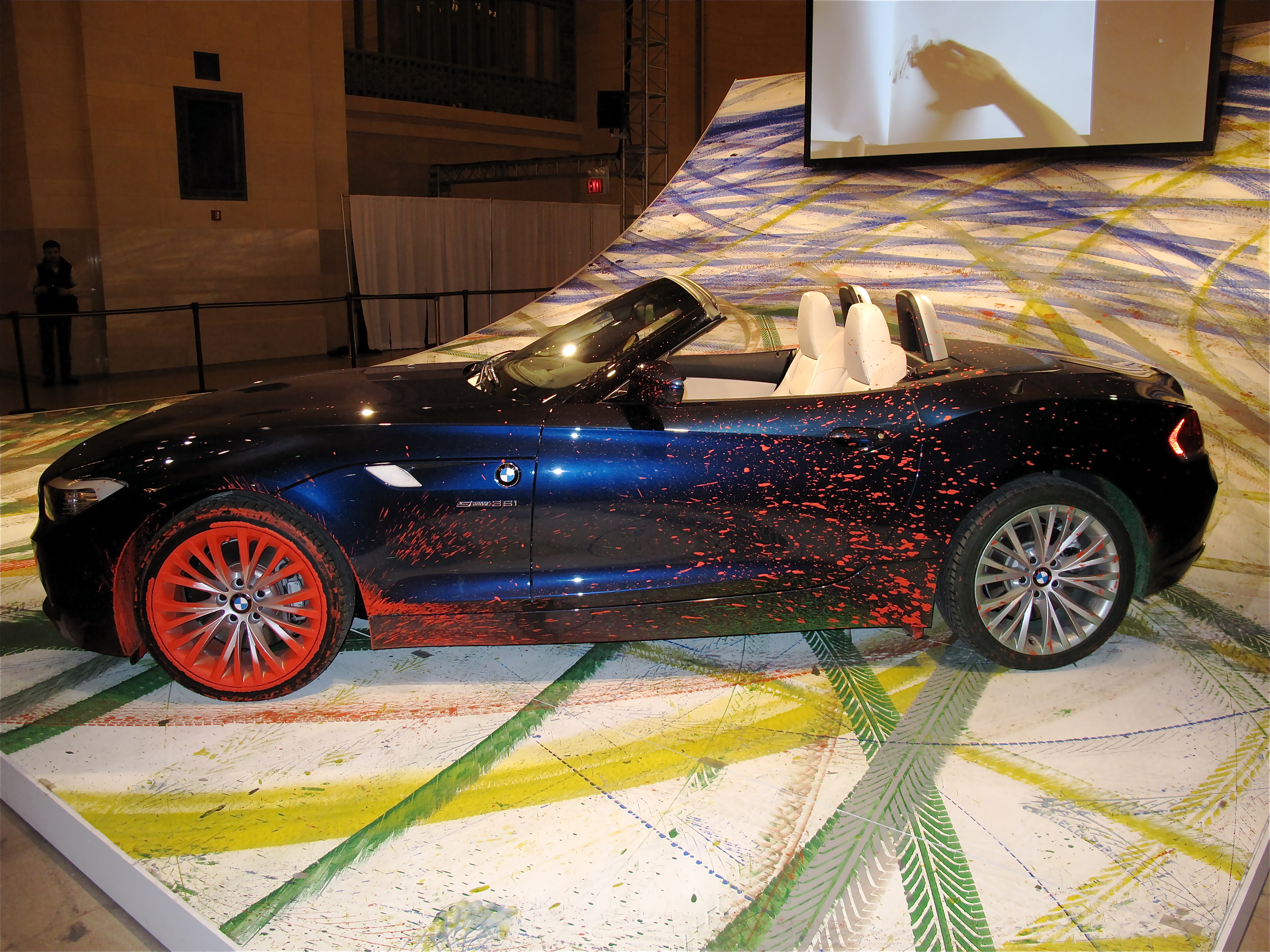
Robin Rhode, BMW Z4 (2009).
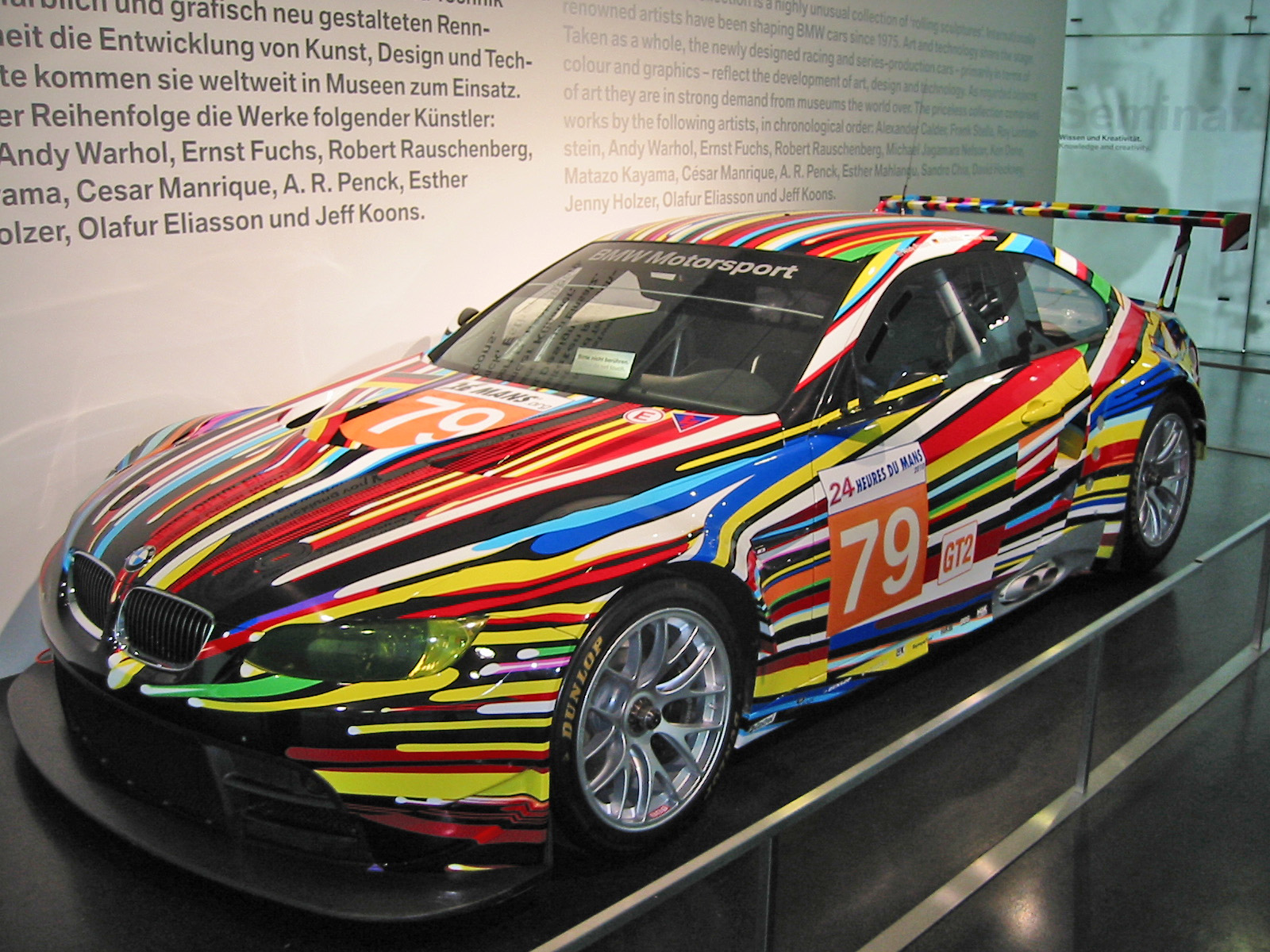
Jeff Koons, BMW M3 GT2, des 24 Heures du Mans 2010
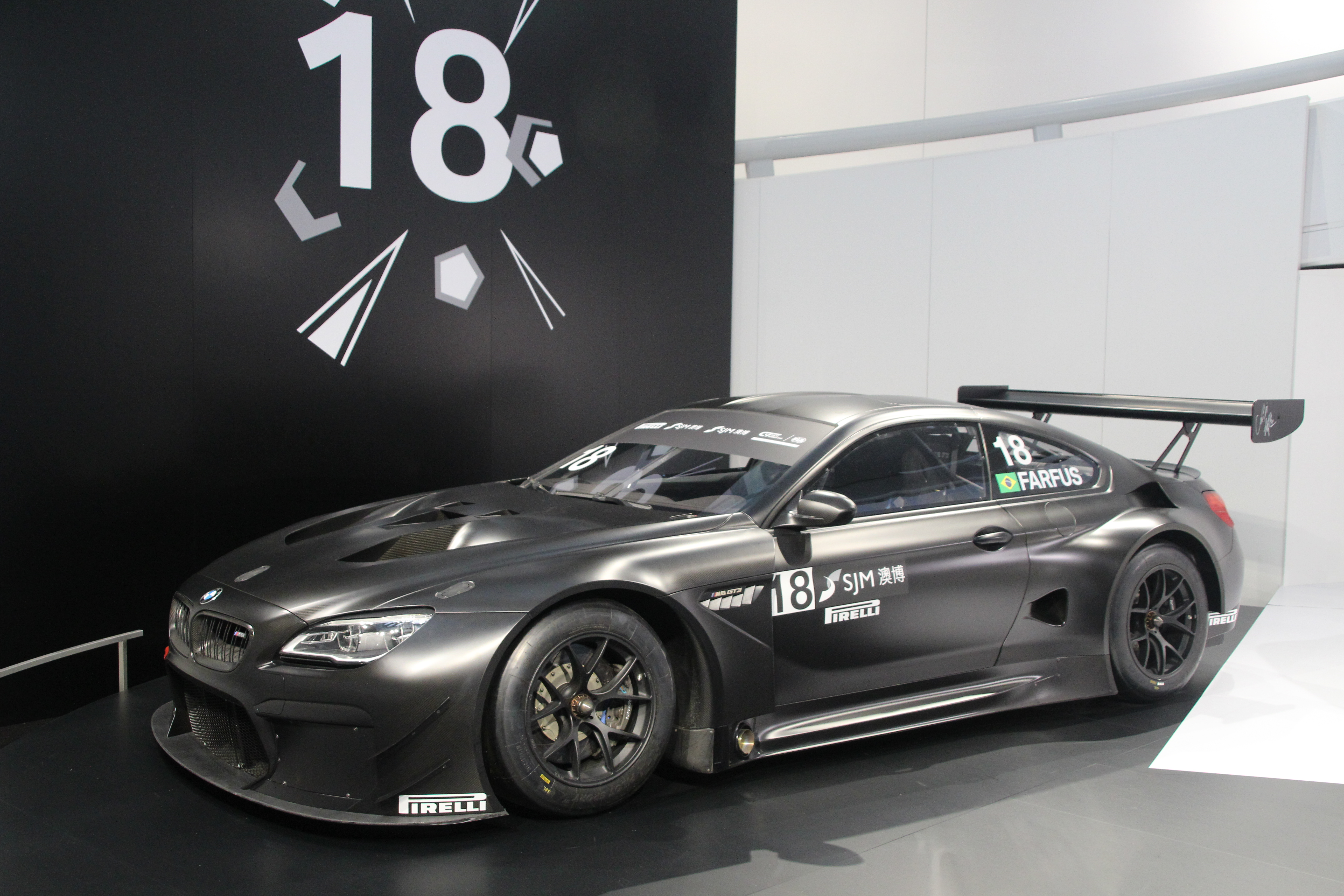
Cao Fei, BMW M6 GT3 (2016).
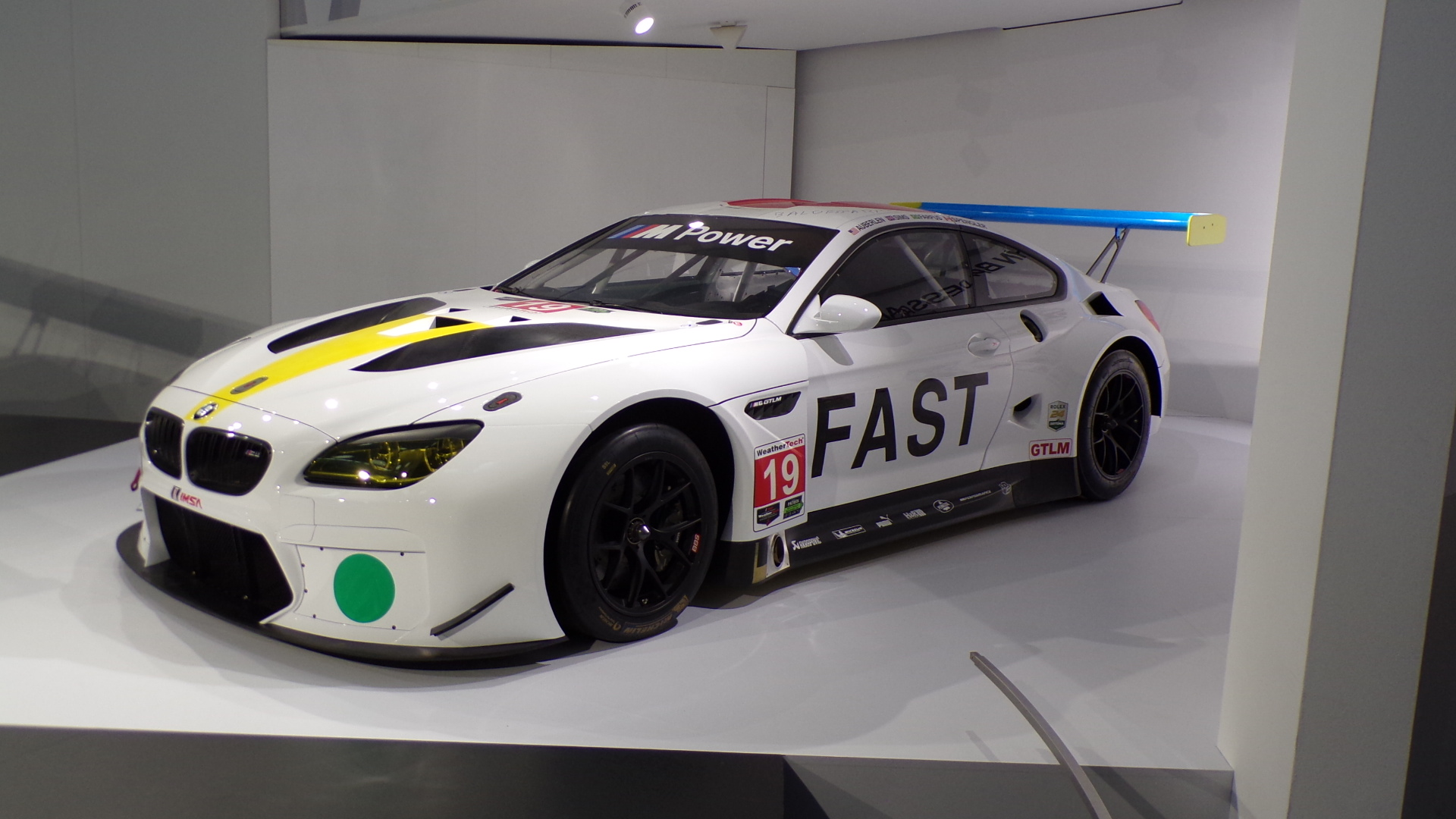
John Baldessari, BMW M6 GTLM (2016).

La marque BMW expose cette série de voitures d'art dans son musée BMW de Munich, ainsi que dans de nombreuses expositions mondiales temporaires, à titre d'ambassadrice de son image de marque et pour sa publicité, notamment dans les hauts lieux d'exposition d'art mondiaux tel que le musée du Louvre de Paris, Beaubourg, le Musée Solomon R. Guggenheim de New York, le musée Autoworld de Bruxelles, le concours d'élégance Villa d'Este du lac de Côme... 

## Quelques modèles hors série
Quelques BMW Art Car ont été réalisées en marge de cette série spécifique :

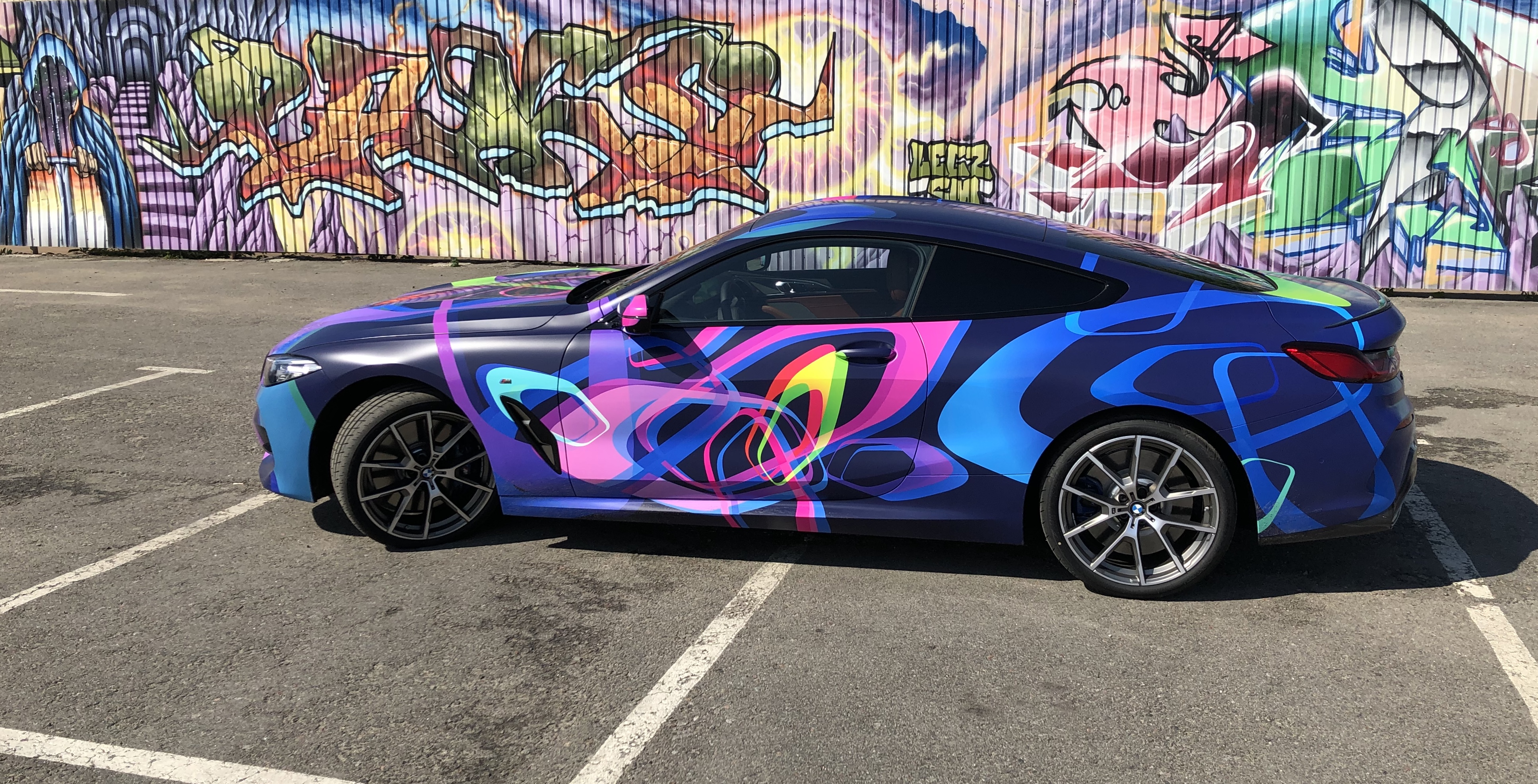
Max Shkinder, BMW 840Ci (2019).
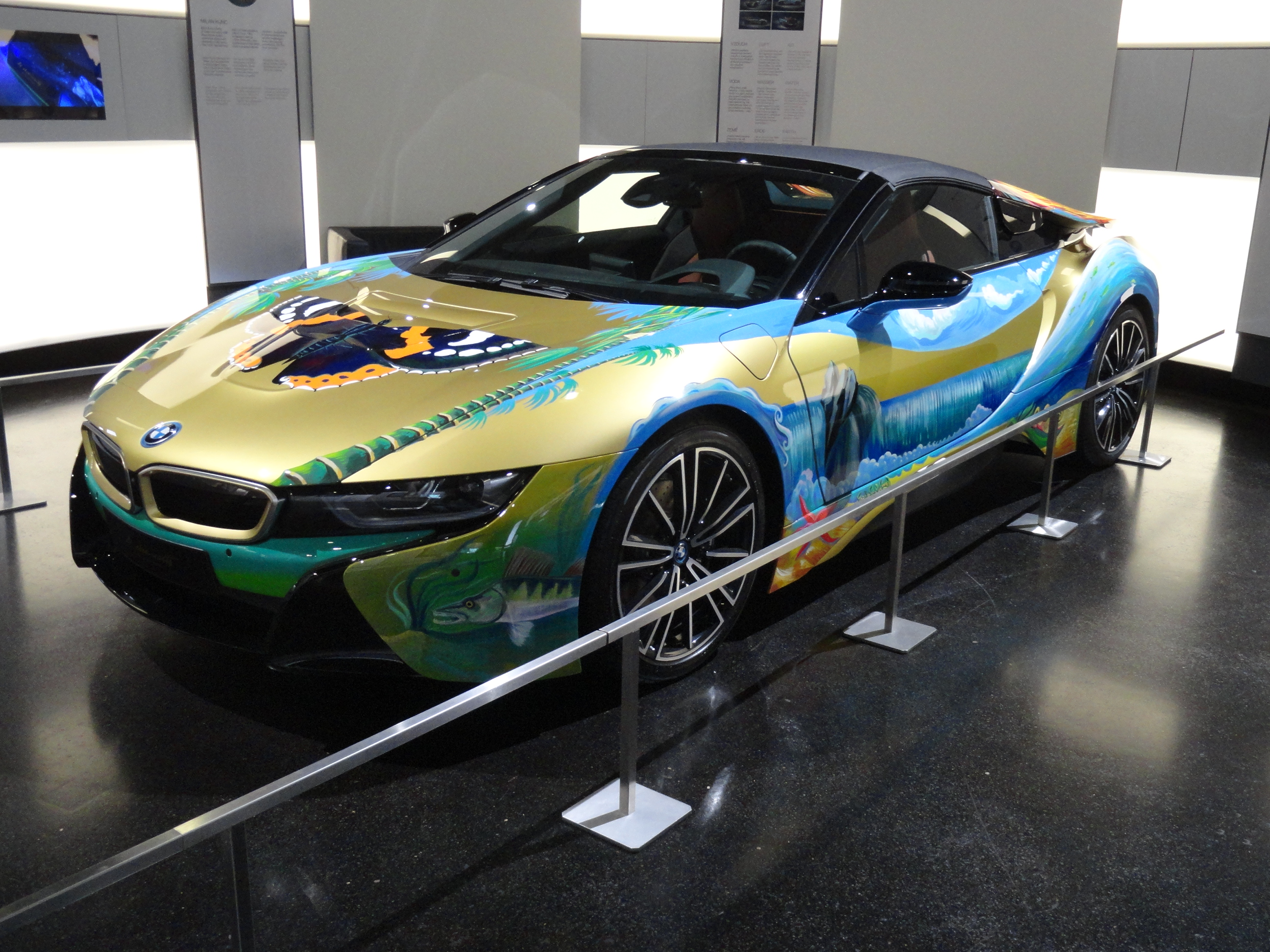
Milan Kunc, BMW i8 (2019).
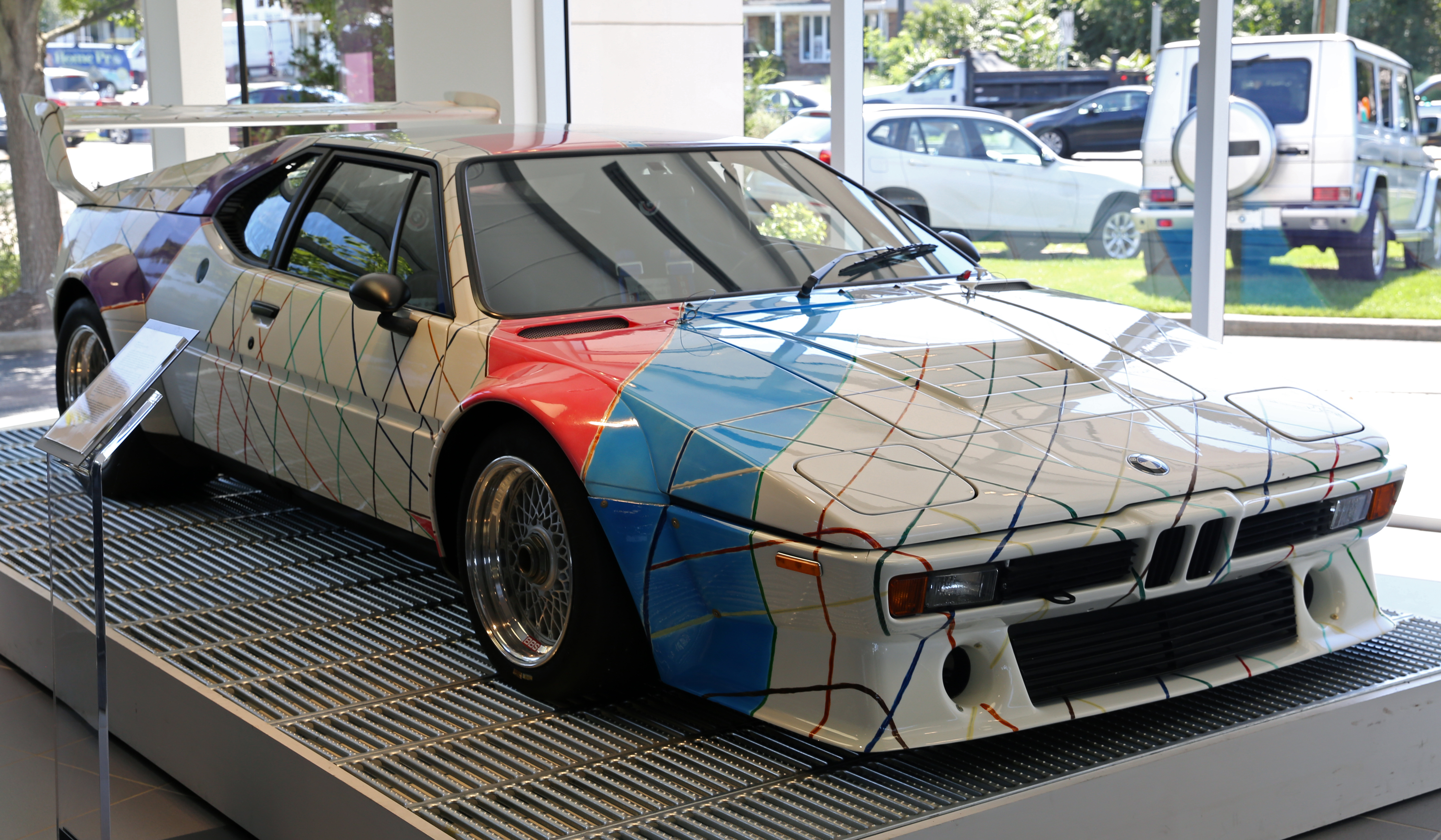
Frank Stella, BMW M1 (1979).
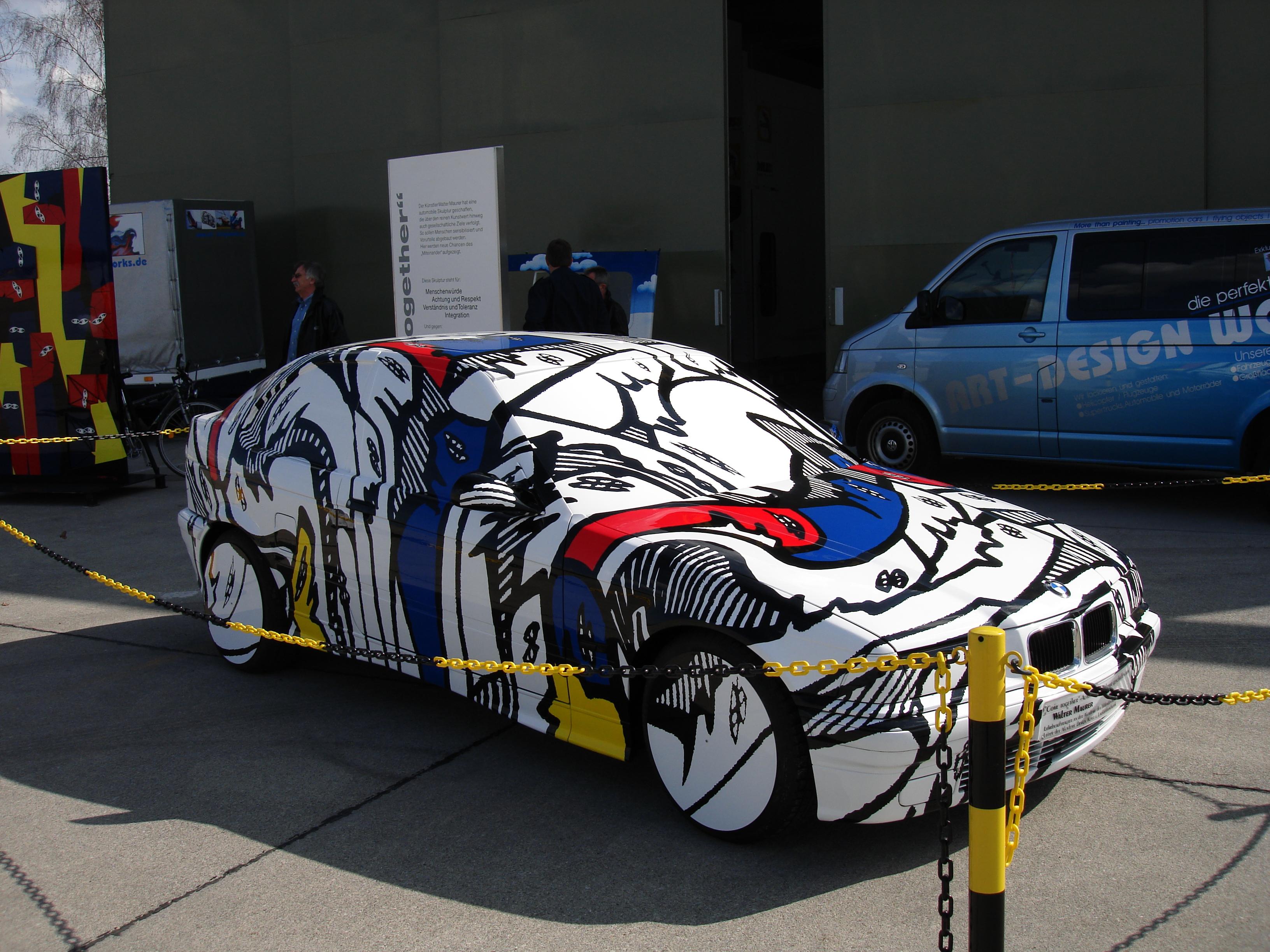
Walter Maurer, BMW Série 3.